# Putten
Putten – gmina w prowincji Geldria w Holandii.

## Miejscowości
Bijsteren, Diermen, Gerven, Halvinkhuizen, Hell, Hoef, Huinen, Huinerbroek, Huinerwal, Koudhoorn, Krachtighuizen, Putten (siedziba gminy), Steenenkamer, Veenhuizerveld.